# World Heroes 2
World Heroes 2 (ワールドヒーローズ2?) är ett arkadspel utvecklat och utgivet av ADK med hjälp från SNK. Spelet utgavs ursprungligen den 28 april 1993 till arkadmaskinen Neo Geo MVS den 28 april 1993. Spelet är uppföljare till World Heroes.

## Handling
Spelet är ett man mot man-fightingspel. Figurerna man kan välja mellan är ninjan Hanzou, den ryske mystikern Rasputin, piraten Captain Kidd, shamanen Mudman, kampsportaren Kim Dragon, robot-militärofficeraren Brocken, judoutöverskan Ryoko, ninjan Fuuma, brottslingen C Carn, fäkterskan Janne, thaiboxaren Shura, quarterbacken (amerikansk fotboll) J Max. professionella fribrottaren Muscle Power och vikingen Erick. Bossar är Neo Gegus, som kan anta övriga figurers skepnad, och DIO.

### Fotnoter
1. 1 2  ”World Heroes 2” (på svenska). Super Power (Solna) (8 1994). augusti 1994. Läst 25 april 2014.